# Voetschimmel
Zwemmerseczeem, voetschimmel of atletenvoet (medische term: tinea pedis) is geen eczeem, maar een veel voorkomende schimmelinfectie van (meestal) een of beide voeten. Geschat wordt dat ongeveer 10% van de bevolking en 20% van de volwassen mannen lijdt aan deze infectie. Wanneer andere lichaamsdelen zijn geïnfecteerd, wat echter minder vaak voorkomt, betreft het meestal ringworm. Meest voorkomend is de schimmelsoort Trichophyton meer specifiek Trichophyton rubrum. In 5% van de infecties is de soort Epidermophyton de oorzaak.
Het zwembad is een plaats waar mensen de infectie gemakkelijk oplopen, vandaar de naam. De aandoening wordt veroorzaakt door een schimmel uit de groep van de dermatofyten, die zich graag nestelt in vochtige huid. Het oplopen van voetschimmel kan gebeuren op plaatsen waar vochtige blote voeten veel voorkomen, zoals in zwembaden of in gemeenschappelijke douches. Een andere oorzaak is soms het dragen van slecht ventilerende schoenen, die zweetvoeten veroorzaken. Heeft de huid een neutrale zuurgraad, dan biedt de huid bescherming tegen voetschimmel. Deze zuurgraad kan echter verstoord worden wanneer de voeten te veel met zeep gewassen worden, of wanneer de zeep niet goed wordt afgespoeld.

## Verloop
Bij zwemmerseczeem ontstaat roodheid en schilfering van de huid, meestal beginnend tussen de vierde en vijfde (kleine) teen. Er kunnen pijnlijke kloofjes ontstaan. Later kan de infectie zich uitbreiden naar de voetzool (waarbij kleine met pus gevulde bultjes ontstaan) of de nagels (onychomycose, een vorm van kalknagels). De aandoening kan ook weer spontaan genezen.

## Voorkomen
Voetschimmel kan worden tegengegaan of voorkomen door het nemen van de volgende maatregelen:
- dagelijks wassen van de voeten, bij voorkeur met weinig of geen zeep, of met een zeepsoort die de zuurgraad van de huid niet aantast;
- na het wassen van de voeten, de voeten goed afdrogen en extra aandacht aan de (kleine) tenen te schenken. Voor het afdrogen van de voeten kunnen dan het beste gastendoekjes worden gebruikt die dan dagelijks dienen te worden verschoond;
- dagelijks schone sokken aantrekken, bij voorkeur sokken die zweet goed opnemen en de huid drooghouden;
- het dragen van schoenen die goed ventileren;
- binnenshuis zo veel mogelijk op blote voeten of sokken lopen;
- het contact met schimmels vermijden door in kleedruimtes van zwembaden (en sportzalen) zo weinig mogelijk op blote voeten te lopen, en in badruimtes (waterbestendige) slippers te dragen;
- het gebruik van talkpoeder in sokken en schoenen.

## Behandeling
Loopt men zwemmerseczeem op, dan is behandeling mogelijk met schimmelbestrijdende middelen in de vorm van crèmes, huidspray, smeersel of lotion. Bij de behandeling is wel geduld nodig, ten minste enkele weken. Niet alleen de voeten, maar ook de sokken en schoenen dienen goed gereinigd te worden, om te voorkomen dat de schimmel daarin aanwezig blijft. De schimmelbestrijdende middelen bevatten imidazoolderivaten, zoals clotrimazol, econazol, miconazol of sulconazol. Dit zijn schimmelgroeiremmende middelen. Middelen met terbinafine zijn schimmeldodend en jodiumhoudende middelen met 10% povidonjood werken ook tegen zwemmerseczeem. Sommige mensen reageren allergisch op een of meer van deze stoffen.
De behandelingsmiddelen zijn zonder recept verkrijgbaar bij drogist of apotheek. Indien het daarmee niet lukt om de schimmel weg te krijgen wordt een consult bij de huisarts geadviseerd.
Er is geen enkel wetenschappelijk bewijs dat huismiddeltjes als azijn of wasmiddel een preventieve of helende werking hebben.